# Neu-Amerika (Schlettau)
Neu-Amerika heißt eine zu Schlettau gehörige Häusergruppe an der Bundesstraße 101 zwischen Schlettau und Annaberg-Buchholz. Sie liegt auf der Wasserscheide zwischen den Flüssen Zschopau und Sehma im Erzgebirge.
Die Bezeichnung findet sich seit dem ausgehenden 19. Jahrhundert.
Ursprünglich wurde nur das frühere Köhlergut so genannt, weil der Legende nach ein Erzgebirger nach Amerika auswandern wollte. In Hamburg überkam ihn aber bereits so großes Heimweh, dass er in seine erzgebirgische Heimat zurückkehrte und sich im Köhlergut niederließ. Seitdem wird es Neu-Amerika genannt. Der Straßengasthof übernahm später diesen Namen.
Unmittelbar in Neu-Amerika kreuzen sich der von Frohnau im Norden auf dem Höhenrücken nach Neudorf im Süden führende Fürstenweg (korrekt Firstenweg) und die genannte Bundesstraße.
Nicht zu verwechseln mit Amerika, einem Ortsteil von Penig.